# Menen Liben Amadé
Menen Liben Amadé (ge'ez : መነን ሊበን አማዴ) est une femme politique éthiopienne du XIXe siècle, une régente et une impératrice consort.

## Biographie
Elle se marie d'abord avec Alula de Yejju, avec qui elle a un fils, Ali Aloula du Yedjou, vers 1819. Personnalité influente du Zemene Mesafent, elle exerce avec son fils, le ras Ali II, la réalité du pouvoir impérial dans les années 1830, période de régence, puis dans les années 1840, ce pouvoir appartenant de jure à son mari, Yohannes III,. Elle s'implique également dans les affaires locales du Bégemeder.
En 1847, elle marie sa fille Tewabech Ali, comme première épouse, à Kassa Hailou, un militaire ambitieux et futur dirigeant de l'Ehiopie qu'il va unifier et moderniser, sous le nom de Téwodros II. Menen Liben Amadé lui fait des concessions politiques, espérant freiner sa progression et ses ambitions. Plus tard, il lui inflige une défaite près de Gonder. Menen disparaît de l'histoire peu de temps après.